# Airport (roman)
Pour les articles homonymes, voir Airport.
Airport  (titre original : Airport) est un roman d'Arthur Hailey paru en 1968.

## Personnages
Depuis trois jours, le blizzard et la tempête de neige menacent de paralyser l'aéroport Lincoln International. Un aéroport américain, immense, ultra moderne et pourtant déjà insuffisant.
C'est en vain que le Directeur, Mel Bakersfeld, redoutant une catastrophe, réclame du secours: pas de crédits, débrouillez-vous!
Alors, il se débrouille, épaulé par les uns, entravé par les autres.
Un suspens à la Hitchcock, des situations tragiques, émouvantes, ramassées en l'espace d'une seule nuit...
En toile de fond, l'aéroport, organisme monstrueux animé de sa vie propre avec ses secrets parfois coupables.
Mel Bakersfield: travaillant au sein de l’aéroport, il est le personnage central du roman. Il est marrié avec une dénommée Cindy, avec qui il divorce à la fin de l’ouvrage. Il donne sa vie pour l’aéroport et le défend alors que de nombreux résidents de Meadwood, la cité voisine portent plainte à cause du bruit généré par la piste principale.
Joe Patroni: il est chargé de déplacer un avion bloqué sur la piste principale pour permettre l’atterrissage du vol 2, vol en détresse après attentat.
Vernon Demerest: égoïste mais talentueux, c’est lui qui est aux commandes du vol 2. Il voyage vers Rome avec sa compagne Gwen, qui est enceinte de lui.
D. O. Guerrero: c’est un homme ruiné qui se sacrifie en faisant exploser le vol 2 en plein vol afin que sa femme reçoive de l’argent car il possède une assurance vie.
Mrs Quonsett: passagers clandestin à bord du vol 2, elle aide M. Demerest à duper M. Guerrero alors que celui-ci tente de faire exploser l’avion. Malheureusement, celui-ci parvient à ses fins, mais sans morts à déplorer.

## Lieux de l'histoire
L’histoire se déroule dans l’aéroport international Lincoln, non loin de l’agglomération de Meadwood.

## Adaptation
- 1970 : Airport, film américain de George Seaton, avec Burt Lancaster, Dean Martin, Jean Seberg et Jacqueline Bisset